# Арзуманян Олександр Робертович
Олександр Робертович Арзуманян (вірм. Ալեքսանդր Արզումանյան; нар. 1959) — вірменський державний діяч, дипломат. Постійні представники Вірменії при Організації Об'єднаних Націй (1992-1996). Міністр закордонних справ Вірменії (1996-1998).

## Біографія
Народився 24 грудня 1959 року в місті Єреван. Закінчив Єреванський державний університет, механіко-механічний факультет.
З 1985 по 1988 — інженер-програміст Єреванського науково-дослідного інституту автоматизованих систем управління.
З 1988 по 1990 — директор інформаційного центру «АОД» («Вірменський визвольний рух»).
З 1990 по 1991 — помічник голови парламенту Вірменської РСР.
З 1992 по 1993 — Надзвичайний і Повноважний Посол Вірменії в США.
З 1992 по 1996 — Постійні представники Вірменії при Організації Об'єднаних Націй.
З 1996 по 1998 — міністр закордонних справ Вірменії.
З 1998 по 2000 — займався політичною та громадською роботою.
З 2000 по 2002 — голова правління інформаційного центру «АОД».
З 2001 — член-засновник «Вірмено-турецької комісії з примирення».